# Aplocheilichthys pumilus
Aplocheilichthys pumilus är en fiskart som först beskrevs av Boulenger, 1906.  Aplocheilichthys pumilus ingår i släktet Aplocheilichthys och familjen Poeciliidae. IUCN kategoriserar arten globalt som livskraftig. Inga underarter finns listade i Catalogue of Life.